# Scottish Ballet

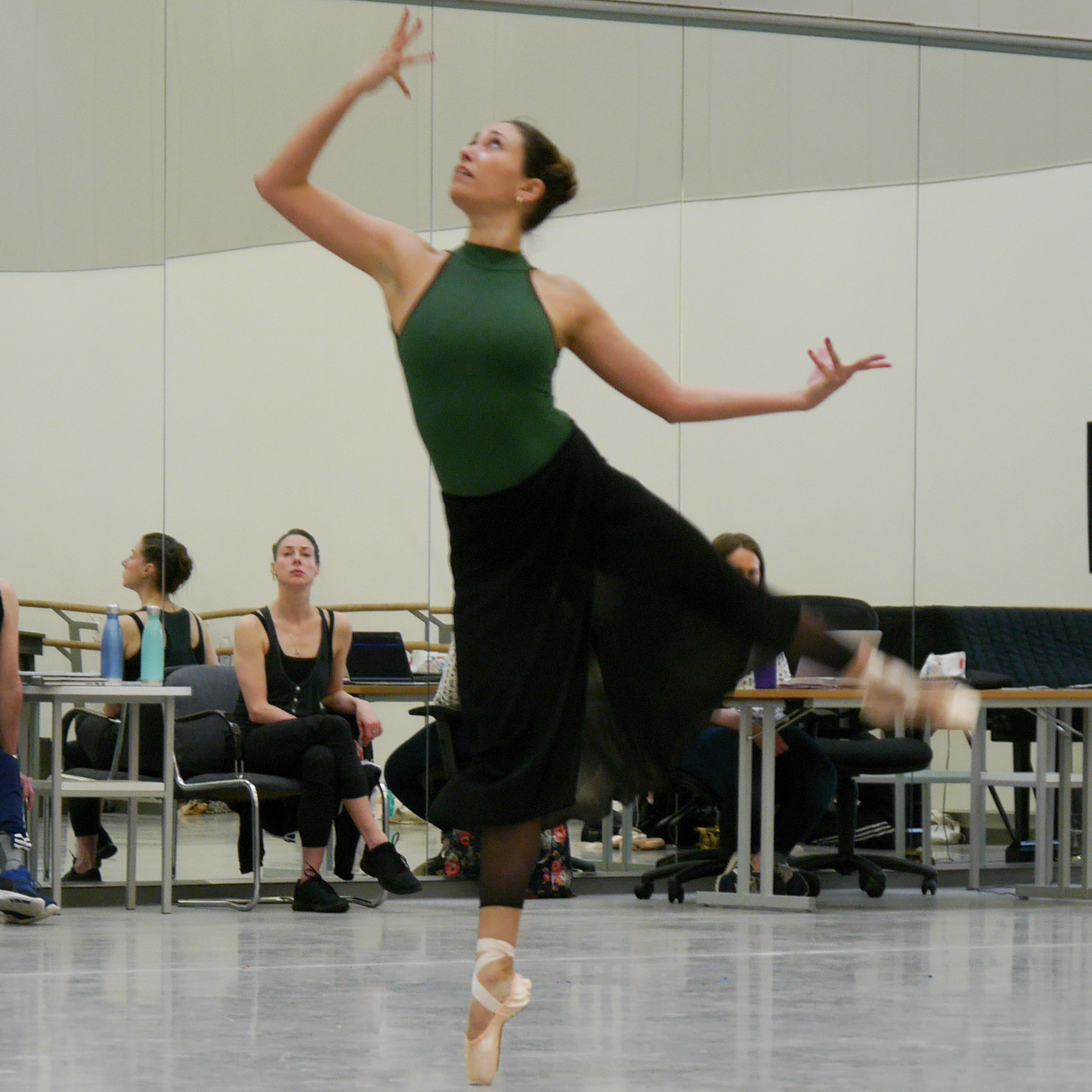
Danseuse du Scottish Ballet.

Le Scottish Ballet est la compagnie nationale de ballet d'Écosse et l'une des quatre compagnie de ballet du Royaume-Uni avec le Royal Ballet, l'English National Ballet et le Birmingham Royal Ballet. Fondée en 1957, la compagnie est installée à Glasgow, la compagnie résidente au théâtre royal de Glasgow (en) et depuis 2009 dans le centre de ballet spécialement édifié du centre d'arts Tramway de Glasgow (en).

## Histoire
Fondée par Peter Darrell (en) et Elizabeth West sous le nom Western Theatre Ballet à Bristol en 1957, la compagnie s'installe à Glasgow en 1969 où elle est renommée Scottish Theatre Ballet puis Scottish Ballet en 1974. Un an plus tard elle s'installe au Théâtre Royal de Glasgow lorsque le Scottish Opera l'acquiert et en fait la première première maison d'opéra national en Écosse. La compagnie effectue des tournées en Écosse, au Royaume-Uni et à l'étranger avec une forte technique classique à la base de tous ses spectacles. Son large répertoire comprend de nouvelles versions des classiques, des pièces essentielles du répertoire moderne de ballet du XXe siècle, des représentations mises en scène par les chorégraphes vivant et de nouvelles commandes. En tant que compagnie nationale, le Scottish Ballet se produit dans des théâtres à Aberdeen, Édimbourg, Glasgow et Inverness et dans de plus petites salles de spectacles dans toute l'Écosse. La longue histoire des tournées internationales de la compagnie comprend des visites en Chine, à Hong Kong, en Malaisie, au Portugal, en Irlande et le reste du Royaume-Uni. Parmi les nombreux prix récents du Scottish Ballet figurent l'édition 2004 des Theatre Awards UK (en) pour réalisations exceptionnelles en danse, en reconnaissance de son programme de modernisation et de performances dynamiques. Le dernier directeur artistique en date du ballet est Christopher Hampson qui a rejoint la compagnie en 2012. 

## Répertoire
La compagnie possède un large répertoire englobant le ballet classique, la danse contemporaine et les nouvelles versions intégrales de ballets classiques. Des créations de Kevin Walls aux premières mondiales de Stephen Petronio, le répertoire du Scottish Ballet couvre un large éventail d’œuvres.
Répertoire (en 2016) :
- Dangerous Liaisons (1985) de Richard Alston
- Apollo (1928) de George Balanchine
- Episodes (1959) de George Balanchine
- The Four Temperaments (1946, révisé en 1977) de George Balanchine
- Rubies (1967) de George Balanchine
- Five Rückert Songs (1978) de Peter Darrel
- White Man Sleeps (1988) de Siobhan Davies (en)
- Suite From Artifact (1984, Suite from Artifact 2004) de William Forsythe
- Twilight (1972) de Hans van Manen
- Two Pieces for HET (1997) de Hans van Manen
- Acrid Avid Jam (2001) d'Ashley Page
- Cheating, Lying, Stealing (1998) d'Ashley Page
- Cinderella (2005) d'Ashley Page
- Nightswimming into day (2004) d'Ashley Page
- The Nutcracker (2003) d'Ashley Page
- The Pump Room (2005) d'Ashley Page
- Refurbished Behaviour (1985, révisé en 2005) d'Ashley Page
- Soft Underbelly (1999) d'Ashley Page
- Walking In The Heat (1990) d'Ashley Page
- 32 Cryptograms (1996) d'Ashley Page
- MiddleSexGorge (1990) de Stephen Petronio
- Agon (1957) de George Balanchine
- Afternoon of a Faun (1953) de Jerome Robbins
- In Light and Shadow (2000) de Krzysztof Pastor
- Room of Cooks (1997) d'Ashley Page
- The Nutcracker – Diverts (2003) d'Ashley Page
- Façade (1931/1935) de Frederick Ashton
- Sirocco (2006) de Diana Loosmore
- Othello (1971) de Peter Darrell
- The Sleeping Beauty (2007) d'Ashley Page
- Ride The Beast (2007) de Stephen Petronio
- Fearful Symmetries (1994) d'Ashley Page
- For M.G. – The Movie (1991) de Trisha Brown
- Chasing Ghosts (2007) de Diana Loosmore
- Romeo and Juliet (en) (2008) de Krzysztof Pastor
- Traume (2008) de Gregory Dean
- Lull (2008) de Diana Loosmore
- Pennies from Heaven (2008) d'Ashley Page
- Carmen (2009) de Richard Alston
- Workwithinwork (1998) de William Forsythe
- Petrushka (2009) d'Ian Spink (en)
- Scènes de Ballet (1947) de Frederick Ashton
- Still Life (2010) de Val Caniparoli (en)
- From Where (2008) de Paul Liburd
- Alice (2011) d'Ashley Page
- Song of the Earth (1965) de Kenneth MacMillan
- New Work (2011) de Jorma Elo (en)

## Siège
En juin 2009, le Scottish Ballet déménage dans de nouveaux locaux construits à cet effet dans le South Side de Glasgow, près du Tramway Theatre et conçus par le studio Malcolm Fraser Architects. Le choix du site a donné lieu à certaines polémiques.

## Danseurs

### Principaux danseurs
- Sophie Martin
- Eve Mutso

- Erik Cavallari
- Christopher Harrison

### Solistes
- Constance Devernay
- Bethany Kingsley-Garner
- Remi Andreoni
- Victor Zarallo
- Andrew Peasgood
- Claire Souet
- Rimbaud Patron

### Coryphées
- Quenby Hersh
- Laura Joffre
- Sophie Laplane
- Araminta Wraith
- Jamiel Laurence
- Constant Vigier

### Artistes
- Aisling Brangan
- Nathalie Dupouy
- Ellen Elphick
- Amy Hadley
- Marge Hendrick
- Daniela Oddi
- Madeline Squire
- Javier Andreu
- Thomas Edwards
- Pascal Johnson
- Thomas Kendall
- Lewis Landini
- Evan Loudon
- Nicholas Shoesmith
- Eado Turgeman

.